# Gare de Foucart - Alvimare
La gare de Foucart - Alvimare est une gare ferroviaire française de la ligne de Paris-Saint-Lazare au Havre, située sur le territoire de la commune de Foucart, à proximité d'Alvimare, dans le département de la Seine-Maritime en région Normandie.
Elle est mise en service en 1847 par la Compagnie du chemin de fer de Rouen au Havre, avant de devenir une gare de la Compagnie des chemins de fer de l'Ouest, puis de l'Administration des chemins de fer de l'État.
Devenue une halte voyageurs de la Société nationale des chemins de fer français (SNCF) du réseau TER Normandie, elle est desservie par des trains express régionaux.

## Situation ferroviaire
Établie à 141 mètres d'altitude, la gare de Foucart - Alvimare est située au point kilométrique (PK) 188,304 de la ligne de Paris-Saint-Lazare au Havre, entre les gares ouvertes d'Yvetot et de Bréauté - Beuzeville. S'intercalait, avec la première, la gare d'Allouville-Bellefosse et, avec la seconde, la gare de Bolbec - Nointot.

## Histoire
Alvimare est l'une des treize stations mise en service le 22 mars 1847 par la Compagnie du chemin de fer de Rouen au Havre, lorsqu'elle ouvre à l'exploitation sa ligne de Rouen au Havre, en prolongement de la ligne de Paris à Rouen.
Le bâtiment principal est dû à l'architecte William Tite qui est l'auteur de toutes les stations intermédiaires d'origine entre Rouen et Le Havre.

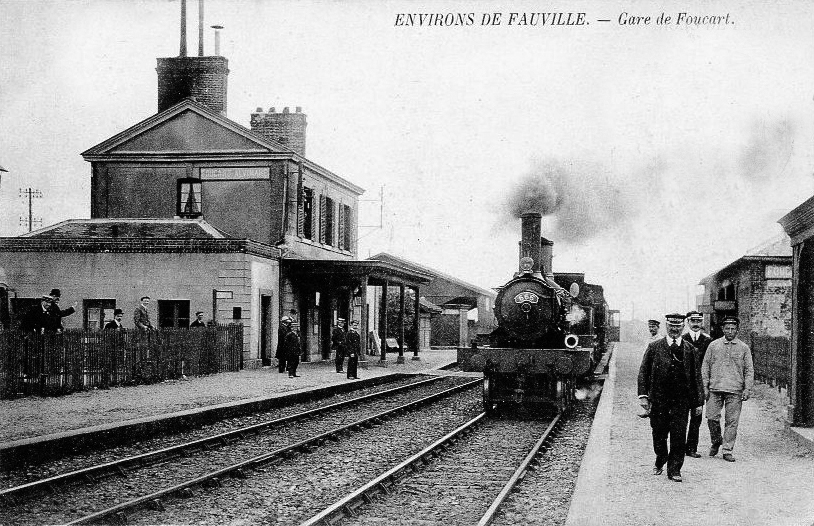
La gare vers 1900, avec le bâtiment dû à l'architecte anglais William Tite.

Le bâtiment actuel, inutilisé par la halte voyageurs n'est pas celui d'origine mais un édifice construit sans doute au début de la deuxième moitié du XXe siècle.
En 2018, selon les estimations de la SNCF, la fréquentation annuelle de la gare est de 7 000 voyageurs, nombre arrondi à la centaine la plus proche.

## Service des voyageurs

### Accueil
Halte SNCF, c'est un point d'arrêt non géré (PANG) à accès libre.
La traversée des voies et le passage d'un quai à l'autre s'effectuent par un passage à niveau planchéié (voir photo en haut à droite).

### Desserte
Foucart - Alvimare est une halte voyageurs du réseau TER Normandie desservie par des trains express régionaux assurant les relations : Rouen – Yvetot – Le Havre.

### Intermodalité
Le stationnement des véhicules est possible à proximité de l'ancien bâtiment voyageurs.

## Patrimoine ferroviaire
L'ancien bâtiment voyageurs inutilisé pour le service ferroviaire n'est pas celui d'origine mais un édifice au style régionaliste édifié sans doute dans les années 1950-1960 (voir les deux photos ci-dessus).